# 15790 Keizan
15790 Keizan este o planetă minoră (asteroid), cu un diametru de 5,606 km, din Mars-crossing asteroid⁠(d). A fost descoperită pe 8 octombrie 1993 la Kagoshima de Masaru Mukai⁠(d) și a fost numită după Keizan⁠(d). 
Obiectul prezintă o orbită caracterizată de o semiaxă mare de 2,3605868 UAi, o excentricitate de 0,32, o înclinație de 22,86259 ° în raport cu ecliptica.